# Zlatá
Zlatá (deutsch Goldendorf) ist eine Gemeinde in Tschechien. Sie liegt sieben Kilometer nordöstlich von Říčany und gehört zum Okres Praha-východ.

## Geographie
Zlatá befindet sich auf der Böhmischen Tafel in der Talmulde des Dobročovický potok. Südöstlich erhebt sich die Kuppe Na Plachtě (391 m).
Nachbarorte sind Dobročovice im Norden, Úvaly und Hostín im Nordosten, Škvorec im Osten, Třebohostice und Doubek im Südosten, Babičky und Babice im Süden, Březí und Křenice im Südwesten, Sluštice im Westen sowie Sibřina und Květnice im Nordwesten.

## Geschichte

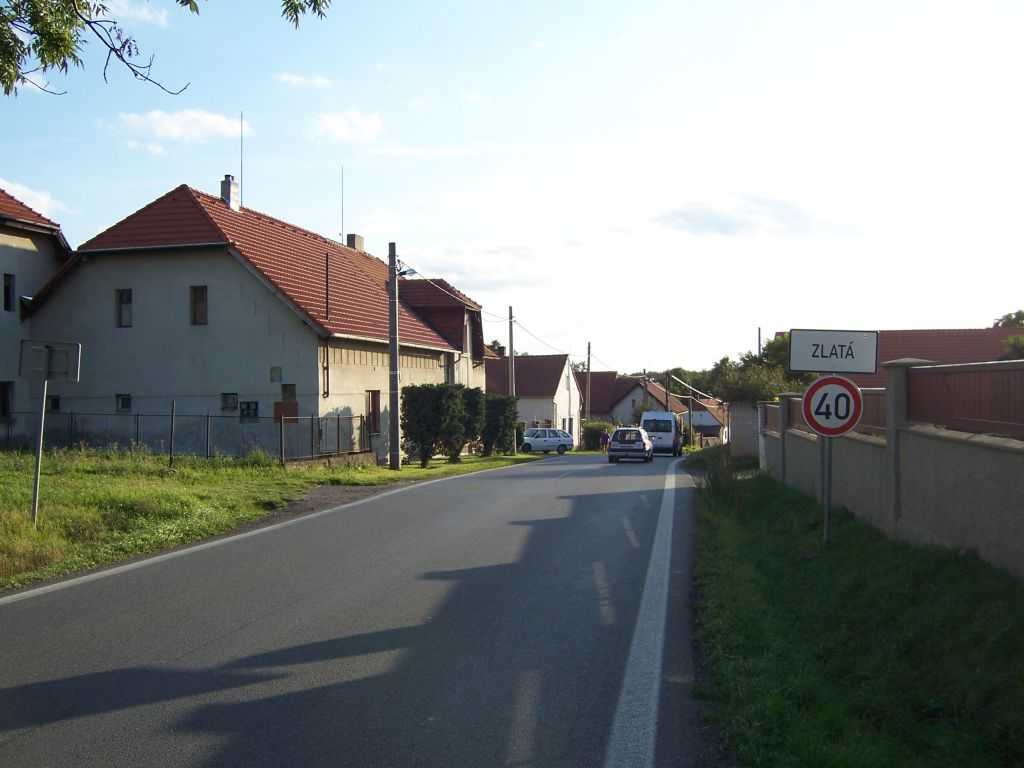
Ortseingang

Die erste schriftliche Erwähnung von Zlatá stammt aus dem Jahre 1357. Bis 1563 gehörte das Dorf zusammen mit Sluštice zu den Herrschaften Královice und Křenice. Im Zuge einer Teilung erhielt Mathias Pechanec von Kralowitz den Hof Sluštice und die Feste Zlatá. Pechanec verstarb ohne Nachkommen und vererbte seine Güter 1568 an Nikolaus Skalský von Dubá. Nach der Schlacht am Weißen Berg wurde der Besitz der Skalský konfisziert und Zlatá zusammen mit Sluštice und Třebohostice 1623 an Karl von Liechtenstein verkauft. Dieser schloss die Dörfer an die Herrschaft Škvorec an, der sie bis zur Mitte des 19. Jahrhunderts untertänig blieben.
Nach der Aufhebung der Patrimonialherrschaften bildete Zlatá ab 1850 einen Ortsteil der Gemeinde Sluštice im Bezirk Český Brod. Im Jahre 1900 bestand Zlatá aus 21 Häusern und hatte 134 Einwohner. 1919 bildete Zlatá eine eigene Gemeinde. Nach der Auflösung des Okres Český Brod wurde Zlatá 1961 dem Okres Praha-východ zugeordnet. Zwischen 1980 und 1990 war das Dorf nach Škvorec eingemeindet.

## Sehenswürdigkeiten
- alter Steinbruch auf der Kuppe "Na Plachtě"
- Burgstall Sance, archäologische Grabungsstätte, südwestlich an der Výmola bei Březí